# Sa'adja Kobaši
Sa'adja Kobaši, hebrejsky סעדיה כובשי‎ ‎(1904 Jemen – 1990 Tel Aviv) byl vůdce jemenské židovské komunity v Izraeli a jeden ze signatářů izraelské deklarace nezávislosti.

## Biografie
Narodil se v Jemenu a roku 1909 přesídlil do osmanské Palestiny, kde se usadil v Jeruzalémě. Byl členem Židovské národní rady a Moecet ha-Am, kde zastupoval Jemenitské sdružení, a jako takový se stal jedním ze signatářů izraelské deklarace nezávislosti, na níž se podepsal jako S. Kobaši ha-Levi (což je odkaz ke kmeni Levitů). Po vzniku Izraele se přestěhoval do Tel Avivu a byl jmenován supervizorem religiózně-sionistického vzdělávacího systému. Roku 1949 se stal ředitelem religiózně-sionistické školy ve městě Roš ha-Ajin, kde je na jeho počest pojmenována jedna z ulic.
Zemřel v roce 1990 a je pochován na jeruzalémském hřbitově Har ha-Menuchot.